# Kazimierz Pulaski
Casimir Pulaski o Kazimierz Pulaski, en polonès, (Varsòvia, 6 de març de 1745 - Savannah, 11 d'octubre de 1779) va ser un aristòcrata, militar i polític polonès de la República de les Dues Nacions, que gràcies en la seva participació a la Guerra d'Independència dels Estats Units és conegut com "el pare de la cavalleria americana".
Fou un membre de la noblesa terratinent polonesa, Pulaski va ser un comandant militar de la Confederació de Bar que va lluitar contra la dominació russa de Polònia-Lituana. Quan aquest aixecament fallit, va emigrar a Amèrica del Nord com un soldat de fortuna. Durant la Guerra d'Independència estatunidenca, va salvar la vida a George Washington i va esdevenir un general de l'Exèrcit Continental. Va morir de les ferides sofertes a la batalla de Savannah. Pulaski és una de les set persones que té l'honor de ser Ciutadà Honorífic dels Estats Units, va rebre aquest privilegi l'any 2009 a títol pòstum.